# Nārlāi
Nārlāi är en ort i Indien.   Den ligger i distriktet Pāli och delstaten Rajasthan, i den nordvästra delen av landet, 500 km sydväst om huvudstaden New Delhi. Nārlāi ligger 361 meter över havet och antalet invånare är 6 190.
Terrängen runt Nārlāi är platt åt nordväst, men åt sydost är den kuperad. Runt Nārlāi är det tätbefolkat, med 257 invånare per kvadratkilometer. Närmaste större samhälle är Sādri, 16,7 km sydväst om Nārlāi. Trakten runt Nārlāi består till största delen av jordbruksmark.